# Kwisno
Kwisno (niem. Gewiesen, kaszub. Gwizdno lub Łãka) – wieś w Polsce położona na Pojezierzu Bytowskim, w województwie pomorskim, w powiecie bytowskim, w gminie Miastko.
Wieś stanowi sołectwo Kwisno-Szydlice gminy Miastko.
Nazwę wsi w brzmieniu polskojęzycznym,  Kwisno, wprowadzono urzędowo po 1945 roku.
W latach 1975–1998 miejscowość administracyjnie należała do województwa słupskiego.